# غوردون هنتلي
غوردون هنتلي (بالإنجليزية: Gordon Huntley)‏ هو موسيقي أمريكي، ولد في 1930، وتوفي في 7 مارس 1988.

## وصلات خارجية
- غوردون هنتلي على موقع ميوزك برينز (الإنجليزية)
- غوردون هنتلي على موقع أول ميوزيك (الإنجليزية)
- غوردون هنتلي على موقع ديسكوغز (الإنجليزية)